# Гибралтар на Светском првенству у атлетици на отвореном 2022.
Гибралтар је учествовао на 18. Светском првенству у атлетици на отвореном 2022.  одржаном у Јуџину  од 15. јула до 25. јула седамнаести пут. Само није учествовао 1993. године. Репрезентацију Гибралтара представљао је један атлетичар који се такмичио у трци на 100 м.,
На овом првенству такмичар Гибралтара није освојио ниједну медаљу али је остварио најбољи резултат сезоне.

## Учесници
Мушкарци:
- Крејг Гил — 100 м

## Резултати

### Мушкарци
| Атлетичар | Дисциплина | Лични рекорд | Предтакмичење    | Предтакмичење | Квалификације        | Квалификације        | Полуфинале           | Полуфинале           | Финале               | Финале       | Детаљи |
| Атлетичар | Дисциплина | Лични рекорд | Резултат         | Место         | Резултат             | Место                | Резултат             | Место                | Резултат             | Место        | Детаљи |
| --------- | ---------- | ------------ | ---------------- | ------------- | -------------------- | -------------------- | -------------------- | -------------------- | -------------------- | ------------ | ------ |
| Крејг Гил | 100 м      | 11,23        | 11,24 (.232) ЛРС | 4. у гр. 3    | Није се квалификовао | Није се квалификовао | Није се квалификовао | Није се квалификовао | Није се квалификовао | 15 / 67 (71) |        |